# Конвейерная зерносушилка
Зерносушилка конвейерного типа (конвейерная зерносушилка) — разновидность сельскохозяйственного оборудования для горизонтальной сушки зерна сельскохозяйственных культур, семян трав и овощных культур и других продуктов.

## Описание
Устройство большинства использующихся в сельском хозяйстве зерносушилок основано на продувании продукта нагретым воздухом. Процесс сушки зерна в конвейерных зерносушилках близок к физическим процессам в кипящем слое. Слой зерна продувается снизу вверх напором нагретого воздуха, проходящего через специальное жалюзийное ложе. Оно состоит из отдельных пластин, в зазоры между которыми свободно проходит воздух, но из-за небольшого наклона не просыпается зерно. Зерно, таким образом, находится во взвешенном состоянии, что позволяет влаге с продукта легче испаряться и выводиться вместе с отработанным воздухом в окружающую среду.

## История
Современная конструкция конвейерной зерновой сушилки сложилась из различных изобретений. Патенты на конвейерные сушилки зарегистрированы в первой половине XX века в Советском Союзе и Европе.
Большой вклад в современный облик конвейерных зерносушилок внёс английский фермер и инженер-самоучка Алван Бланч (Alvan Blanch). Его двухпоточная зерносушилка (Continuous Double Flow Grain Dryer) стала прототипом для всех современных конвейерных зерносушилок. В 1952 году Алван Бланч открыл фабрику в Уилтшире. В настоящее время Компания Alvan Blanch является крупнейшим в мире производителем зерносушилок конвейерной конструкции.
С 2000-х годов машиностроительные предприятия России начали выпускать зерносушилки конвейерного типа, модернизируя и адаптируя их под российские условия.

## Преимущества

### Безопасность
Конвейерная конструкция считается самой безопасной и бережной. Благодаря горизонтальному расположению массы зерна и её движению за счёт транспортёра в зерносушилках конвейерного типа не образуются заторы, которые могут приводить к возгораниям и перегреву зерна. Такая проблема часто случается в шахтных, модульных, мобильных и других зерносушилках, в которых зерно движется самотёком сплошным столбом. Зерно в конвейерных зерносушилках не испытывает трения и давления, процент повреждений продукта близок к нулю. Это делает их хорошо подходящими для сушки семенного материала и урожая, закладываемого на длительное хранение.

### Универсальность
Существенным преимуществом зерносушилок конвейерного типа является универсальность. Они подходят для сушки не только зерновых и бобовых культур, но и лёгких и мелкосеменных (рапса, льна, семян трав), а также масличных (подсолнечник, рыжик). Сушилки этого типа используют и для сушки нетрадиционных продуктов – орехов, кофе, какао-бобов.

### Производительность
Современные конвейерные зерносушилки выпускаются для аграрных предприятий различного уровня: как для мелких крестьянско-фермерских хозяйств, так и для крупных сельхозпроизводителей. Большинство заводов выпускает модели производительностью примерно от 10 до 60 тонн в час при снижении влажности пшеницы с 20 до 15 %.

## Принцип работы
Зерно поступает через загрузочный бункер на наклонное ложе, где распределяется равномерным слоем. Для нагрева воздуха могут использоваться дизельные или газовые горелки, а также твердотопливная печь и теплообменник. Горячих воздух нагнетается вентиляторами в камеру обогрева, проходит через слой зерна и выводится в выпускные люки, унося излишнюю влагу. В торцевой части зерносушилки продукт пересыпается с верхнего ложа на нижнее, где, двигаясь в обратном направлении, досушивается и охлаждается. Сухое зерно выгружается с помощью транспортёров и норий и передаётся на дальнейшую обработку или хранение.
В современных зерносушилках предусмотрены дополнительные системы для повышения эффективности и качества сушки.
Система рекуперации способствует экономии топлива. Воздух, которым охлаждалось зерно не выпускается наружу, а перенаправляется в камеру горелок для последующей подачи в камеру обогрева. На его нагревание потребуется меньше энергии.
Система аспирации предназначена для сбора пыли, мусора и шелухи. Представляет собой циклонные фильтры, которые устанавливаются в месте пересыпания зерна с верхнего ложа на нижнее.
Теплообменник позволяет избежать попадания продуктов сгорания топлива на зерно. Он устанавливается, если зерносушилка будет работать на угле, дровах, пеллетах или другом твёрдом топливе. Зерно, просушенное в конвейерной зерносушилке на дизельных или газовых горелках без теплообменника, не имеет запаха дыма и гари.
Процессы загрузки и выгрузки, настройки параметров и контроля сушки в большинстве конвейерных зерносушилок, выпускающихся в настоящее время, автоматизированы.
Датчики влажности и температуры, установленные на входе, выходе и в камере обогрева, передают данные на пульт управления оператора зерносушилки и используются для корректировки мощности горелок и вентиляторов, скорости движения транспортёра и толщины слоя зерна.